# Ślaz piżmowy
Ślaz piżmowy (Malva moschata L.) – gatunek rośliny wieloletniej z rodziny ślazowatych. Pochodzi z południowej i południowo-wschodniej Europy. W Polsce zadomowiony, pospolity na całym niżu, antropofit. 

## Morfologia

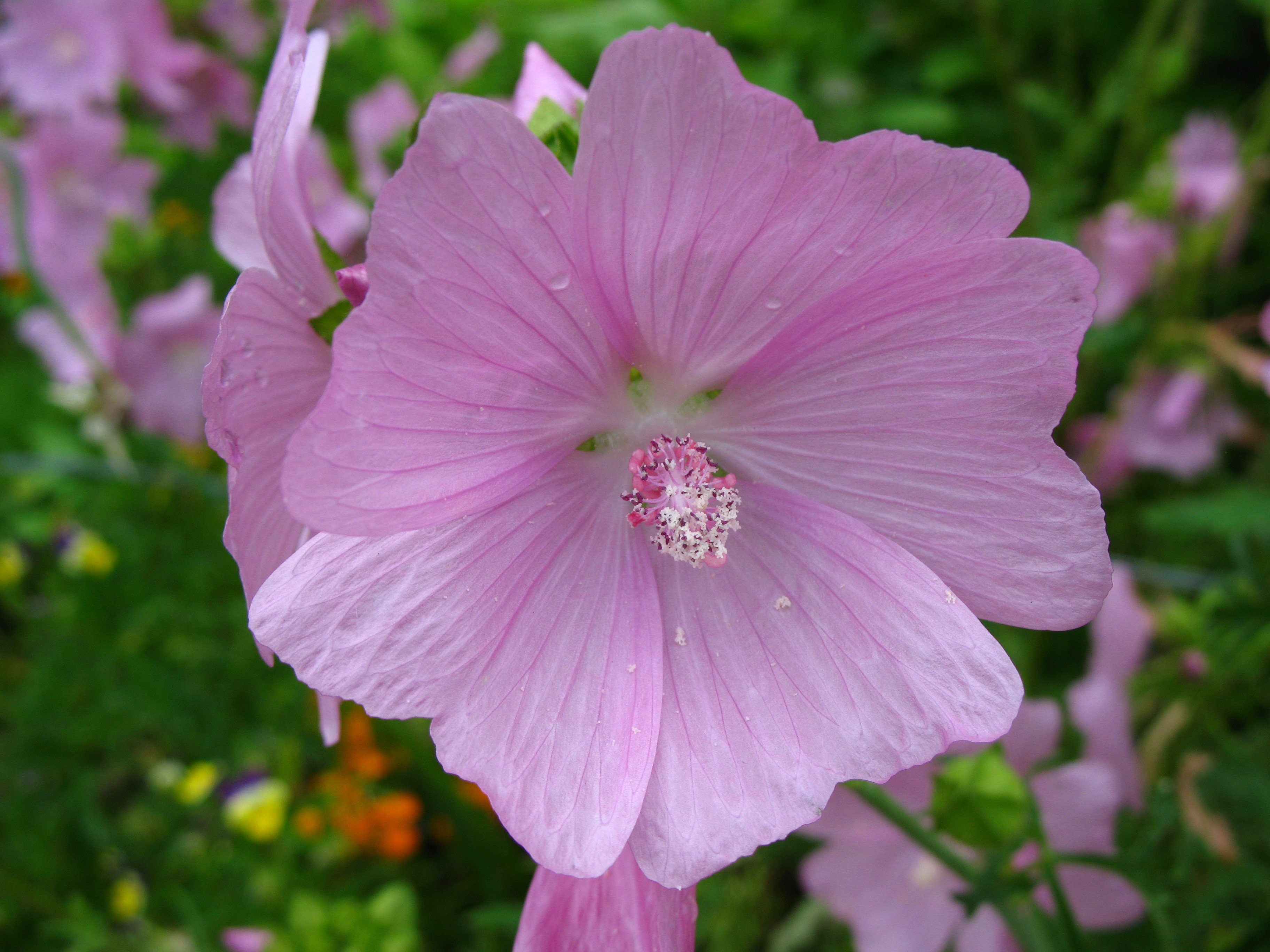
Kwiat

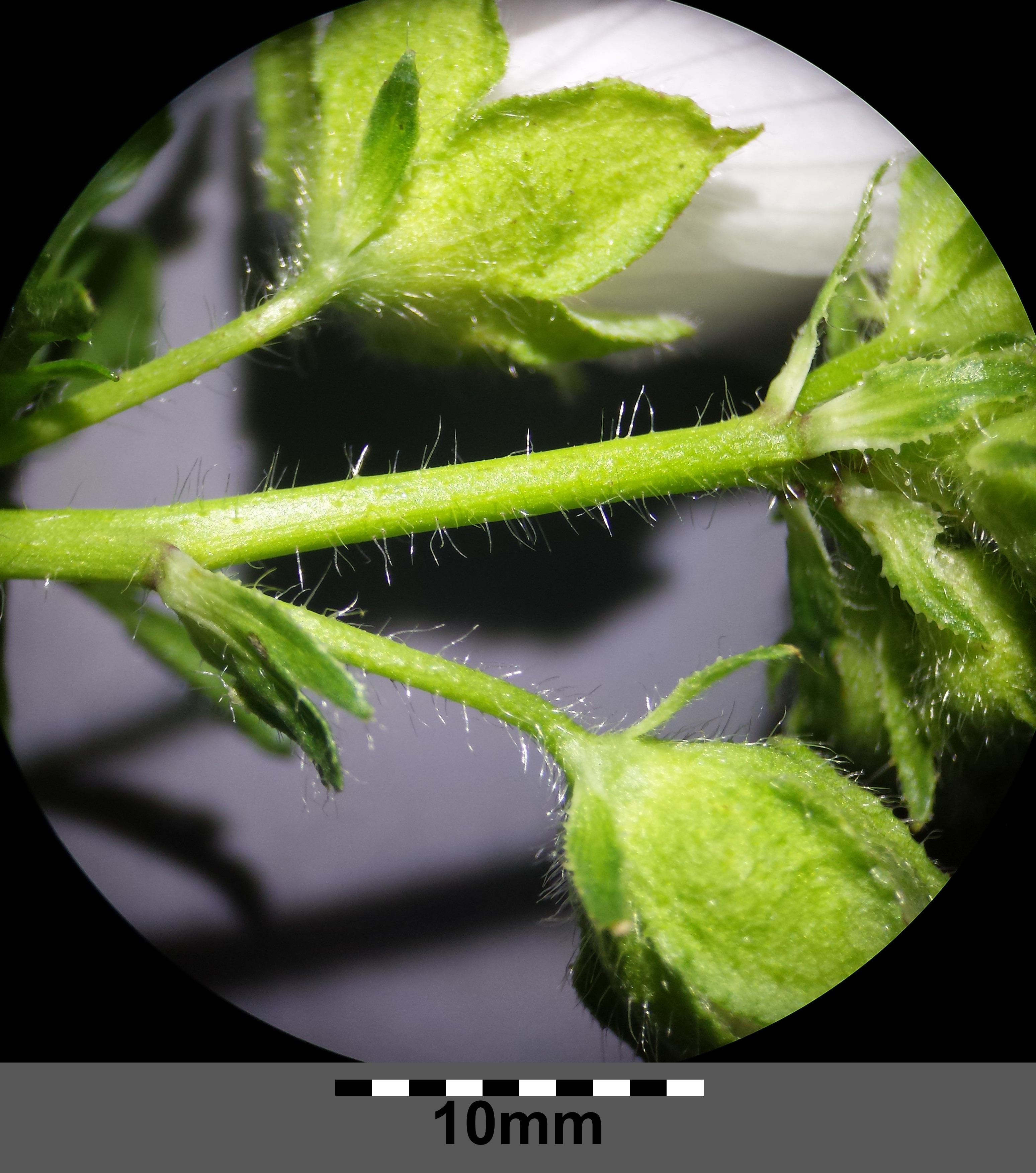
Równowąskie listki kieliszka

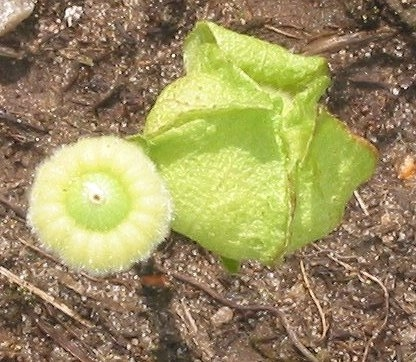
Owoc

ŁodygaWzniesiona, rozgałęziona, o długość od 20 do 80 cm, niekiedy do 100 cm, owłosiona.
LiścieOkrągławe w zarysie, pierzasto postrzępione, liści odziomkowe nerkowate.
KwiatyRóżowe lub białe o średnicy 4–6 cm, pojedyncze, wyrastające z kątów liści. Mają zapach piżma, stąd nazwa gatunkowa.
OwoceRozłupnia zawierająca kilkanaście gładkich rozłupek o zaokrąglonych brzegach, ułożonych w krążek.

## Biologia i ekologia
Bylina, hemikryptofit. Rośnie na ubogich murawach, słonecznych i suchych łąkach i pastwiskach, zaroślach.

## Uprawa
Jest uprawiany jako roślina ozdobna. Nadaje się na rabaty kwiatowe w ogródkach, szczególnie naturalistycznych. Jest w pełni mrozoodporny (strefy mrozoodporności 3-10). Najlepiej rośnie na słonecznym stanowisku i na przepuszczalnym, niezbyt żyznym podłożu. Rozmnaża się przez nasiona lub sadzonki, zwykle w ogrodzie rozsiewa się sam. Po pierwszym kwitnieniu należy go nieco przyciąć.